# 22 v.Chr.
Het jaar 22 v.Chr. is een jaartal volgens de christelijke jaartelling.

## Gebeurtenissen

### Italië
- In Rome worden Lucius Arruntius en Marcus Claudius Marcellus Aeserninus, door de Senaat gekozen tot consul van het Imperium Romanum.

### Gallië
- Keizer Caesar Augustus laat heel Gallië reorganiseren. Hij deelt Gallia Comata op in drie provincies: Gallia Aquitania (Caesars Aquitania met een groot stuk Celtica ten zuiden van de Loire), Gallia Belgica (Caesars Belgica het deel van Celtica tussen de Rijn en de Marne) en Gallia Lugdunensis (het overgebleven gedeelte van Celtica).

### Egypte
- Een Romeins expeditieleger (2 legioenen) onder bevel van Publius Petronius, voert een veldtocht naar Koesj en verwoest de hoofdstad Napata.

### Parthië
- Armenië wordt verscheurd door een burgeroorlog, de troonpretendenten eisen beide de Armeense troon op. Rome en Parthië sturen militaire steun.